# Bisbat d'Alba
|  | Per a altres significats sobre la seu episcopal titular homònima, vegeu «bisbat de Alba (Numídia)». |

El bisbat d'Alba (italià: Diocesi di Alba; llatí: Dioecesis Aquensis) és una seu de l'Església catòlica, sufragània de l'arquebisbat de Torí, que pertany a la regió eclesiàstica Piemont. El 2012 tenia 125.700 batejats d'un total de 130.800 habitants. Actualment està regida pel bisbe Giacomo Lanzetti.

## Territori

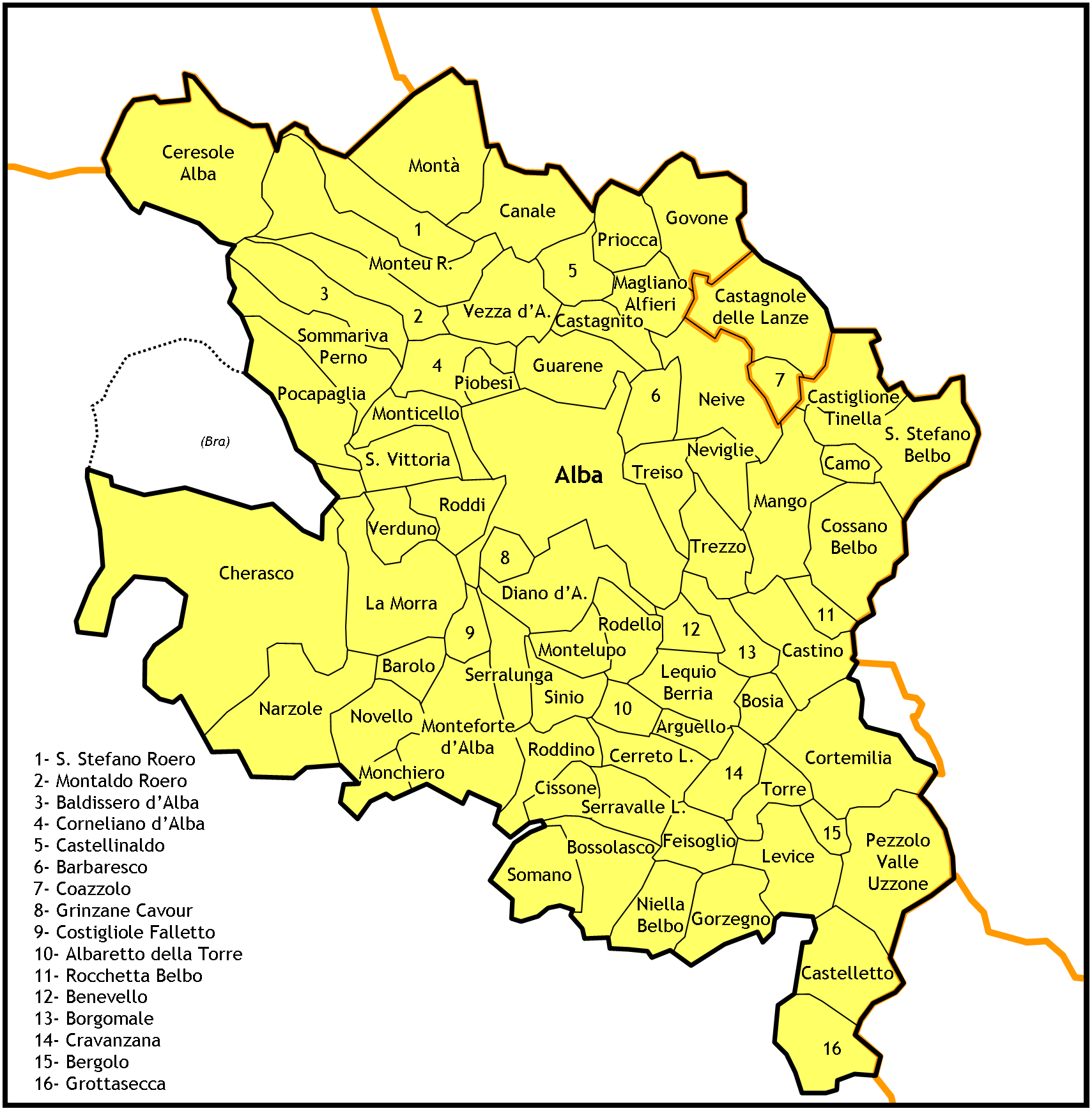
Mapa de la diòcesi

La diòcesi ocupa principalment la part occidental de la província de Cuneo, comprenent 69 municipis, a més de dos més de la província d'Asti (Coazzolo i Castagnole delle Lanze). Limita al nord amb el bisbat d'Asti, a est amb el bisbat d'Acqui, al sud amb el bisbat de Mondovì i a oest amb el bisbat de Fossano i l'arquebisbat de Torí.
La seu episcopal es troba a la ciutat d'Alba, on s'alça la catedral de San Lorenzo.
Les 126 parròquies de la diòcesi estan agrupades en 8 vicariats:
- Vicaria d'Alba - 13 parròquies - comprèn els municipis d'Alba i Treiso;
- Vicaria de Cherasco - 9 parròquies - comprèn els municipis de Cherasco i Narzole;
- Vicaria de Cortemilia - 15 parròquies - comprèn els municipis de Benevello, Bergolo, Borgomale, Bosia, Castelletto Uzzone, Castino, Cortemilia, Cravanzana, Feisoglio, Gorzegno, Gottasecca, Levice, Niella Belbo, Pezzolo V. U. i Torre Bormida;
- Vicaria de la Langa - 30 parròquies - comprèn els municipis de Albaretto d. T., Arguello, Barolo, Bossolasco, Castiglione Falletto, Cerreto Langhe, Cissone, Diano d'Alba, Grinzane Cavour, La Morra, Lequio Berria, Monchiero, Monforte d'Alba, Montelupo Albese, Novello, Roddi, Roddino, Serralunga d'Alba, Serravalle Langhe, Sinio, Somano i Verduno;
- Vicaria del Roero - 17 parròquies - comprèn els municipis de Baldissero d'Alba, Ceresole Alba, Corneliano d'Alba, Montaldo Roero, Monticello d'Alba, Piobesi d'Alba, Pocapaglia S. Vittoria d'A., Sommariva Perno i la parròquia de Pollenzo al municipi de Bra;
- Vicaria de la Tanaro Oriental - 12 parròquies - comprèn els municipis de Canale, Castellinaldo, Montà, Monteu Roero, S. Stefano Roero i Vezza d'Alba;
- Vicaria de les Valls de Belbo i Tinello - 16 parròquies - comprèn els municipis de Barbaresco, Camo, Castagnole Lanze (AT), Castiglione Tinella, Coazzolo (AT), Cossano Belbo, Mango, Neive, Neviglie, Rocchetta Belbo, S. Stefano Belbo i Trezzo Tinella.
- Vicaria de la Vall de Tanaro - 11 parròquies - comprèn els municipis de Castagnito, Govone, Guarene, Magliano Alfieri i Priocca.

## Història
Segons la tradició, el primer bisbe d'Alba és Sant Dionís, de qui es diu que hauria servit a la diòcesi durant diversos anys abans de ser nomenat arquebisbe de Milà; per la seva oposició a l'arrianisme va ser condemnat a l'exili al 355 per l'emperador Constanci. Aquesta tradició es considera poc fiable atès que al segle iv en general els bisbes no podien deixar la seva diòcesi per una altra.
Una llista dels nou bisbes antics d'Alba, que comença amb un Sant Dionís (diferent de l'anterior en 380) al bisbe Giulio (553), es va compilar a partir d'inscripcions sepulcrals que es troben a la catedral d'Alba a finals del segle XV per Dalmazzo Berendenco, un antiquari; però es descobrí que la llista era una falsificació feta per Giuseppe Meiranesio al segle xviii.
El primer bisbe d'Alba del que hi ha la certesa que existí és Lampadio, que va estar present en el sínode celebrat a Roma el 499 sota el Papa Símmac.
Per un curt temps, cap al final del segle x, la diòcesi es va unir amb la d'Asti. Entre els bisbes successius, Benzone era un conegut opositor del Papa Gregori VII i donà suport a l'imperi durant la lluita de les investidures.
El 29 d'octubre de 1511 cedí una porció de territori per a la creació de la diòcesi de Saluzzo.
Un esdeveniment important va ocórrer el 22 d'abril de 1613: en esclatar la primera guerra de Monferrat, Alba va ser atacada per França i el bisbe Pendasio va ser pres a de l'església, colpejat i conduït escandalosament pels carrers de la ciutat.
Sota el ministeri del bisbe Roero, monsenyor Raulo Costanzo Falletti de Barolo va fer de vicari general.
El 1803 la diòcesi va ser suprimida pel govern de Napoleó i el seu territori va ser afegit al de la diòcesi d'Asti. Va ser restablerta el 17 de juliol de 1817 amb la butlla Beati Petri del Papa Pius VII; a més el Papa la va declarar sufragània de l'arxidiòcesi de Torí, quedant així eliminada de la jurisdicció metropolitana de l'arquebisbe de Milà, a qui sempre Alba havia estat subjecta.

## Cronologia episcopal
- San Dionisio o Dioniso † (350 - 355)
- Adelgiso † (355)
- Severo † (391, 397)
- Bruningo † (419)
- Alderico † (443)
- Lampadio I † (citat el 499)
- Manfredo † (482, 483)
- Venanzio I † (503)
- Oldarico † (532)
- Pietro I † (563)
- Venanzio II † (593)
- Guglielmo † (627)
- Vitelmo I † (661)
- San Benedetto † (citat el 680)
- Lampadio II † (801)
- Sigifredo † (829)[5]
- Pietro Penso II ? † (citat all'855)[6]
- Olderado o Ildrado † (inicis de febrer de 876 - finals de novembre de 877)
- Liutardo † (citat el 901)[7]
- Daiberto † (citat el 945)
- Flocardo o Fulcardo † (inicis de 969 - vers juliol de 985 mort)
  - Seu unida a Asti
- Costantino † (inicis de 997 - finals de 1005)
- Oberto † (citat el 1027)
- Anonimo (G.) † (citat el 1057 aproximadament)
- Benzone (o Pietro Penso III ?) † (citat el 1059 - finals de 1085)[8]
- Pellegrino † (citat el 1098)
- Pietro IV † (1124 - 1125)[9]
- Robaldo † (inicis de desembre de 1125 - 29 de juliol de 1135 nomenat arquebisbe de Milano)[10]
- Pietro V ? † (citat el 1150)[11]
- Rozone † (citat al de gener de 1163)
- Otto † (inicis de juny de 1169 - finals d'agost de 1177)
- Federico del Monferrato ? † (citat el 1180 aproximadament)[12]
- Bonifacio I † (inicis de 1185 - finals de 1188)
- Gerardo † (citat el 1191 o 1194)[13]
- Ogerio † (inicis de desembre de 1192 - finals de 1202)
- Bonifacio II † (inicis de 1210 - finals de 1213)
- Reinerio, O.Cist. † (inicis d'agost de 1216 - finals de maig de 1226)
- Sardo † (citat el 1231)
- Guglielmo Braida † (inicis de 1237 - finals de 1253)
- Monaco † (22 de gener de 1255 - finals de febrer de 1260)[14]
- Simone, O.F.M. † (inicis d'octubre de 1263 - finals d'abril de 1271)
- Martino, O.F.M. † (1276)
- Bonifacio III † (inicis de gener de 1283 - 18 de març de 1306 mort)
- Raimondo de Mausaco, O.F.M. † (inicis de 1311 - 21 de febrer de 1321 nomenat bisbe de Chieti)
- Guglielmo Isnardi, O.F.M. † (21 de febrer de 1321 - 6 desembre de 1333 nomenat arquebisbe de Bríndisi)
- Pietro Avogadro, O.P. † (7 de febrer de 1334 - 28 de gener de 1349 nomenat bisbe de Sisteron)
- Lazzarino Flisco o Fieschi † (29 de gener de 1349 - 1368 mort)
- Ludovico del Carretto † (27 d'abril de 1369 - 1388 mort)
- Federico del Carretto † (1388 - ?)
- Pietro del Carretto, O.P. † (citat el 1391)
- Bonifacio IV † (citat el 1398)
- Francesco I del Carretto † (20 de novembre de 1401 - ?)
- Aleramo del Carretto † (citat el 1407)
- Francesco II del Carretto † (citat el 1413)
- Giacomo del Carretto † (? - ? mort)
- Beato Alerino Rembaudi † (10 de setembre de 1419 - 21 de juliol de 1456 mort)
- Bernardo del Carretto, O.S.B. † (18 d'octubre de 1456[15] - agost de 1460 mort)
- Pietro del Carretto † (24 de novembre de 1460 - 1482 mort)
- Andrea Novelli † (6 de febrer de 1483 - 13 de maig de 1521 mort)
- Ippolito Novelli † (13 de maig de 1521 - 11 de novembre de 1530 mort)[16]
- Antonio Mollo † (28 de novembre de 1530 - 1532 mort)[17]
- Giuliano Visconti † (16 d'agost de 1532 - 27 d'agost de 1532 mort) (bisbe electe)[18]
- Marco Gerolamo Vida, C.R.L. † (7 de febrer de 1533 - 27 de setembre de 1566 mort)
- Leonardo Marini, O.P. † (7 d'octubre de 1566 - 1572 es retirà)[19]
- Vincenzo Marino † (19 de novembre de 1572 - 25 de febrer de 1583 mort)[20]
- Lelio o Aurelio Zibramonti † (28 de març de 1583 - 14 de novembre de 1583 nomenat bisbe de Casale Monferrato)
- Ludovico Michelio † (19 desembre de 1583 - 27 d'abril de 1590 mort)
- Alberto Capriano † (30 de juliol de 1590 - 23 de gener de 1595 mort)
- Giovanni Anselmo Carminato † (26 de juliol de 1596 - 6 de juliol de 1604 mort)
- Francesco Pendasio † (18 de juliol de 1605 - 3 de setembre de 1616 mort)
- Vincenzo Agnello Suardo † (5 desembre de 1616 - 13 de maig de 1619 nomenat bisbe coadjutor de Màntua)
- Ludovico Gonzaga † (12 d'agost de 1619 - 26 de juny de 1630 mort)[21]
- Giovanni Francesco Gandolfo † (10 de gener de 1633 - 4 de novembre de 1638 mort)
- Paolo Brizio, O.F.M.Obs. † (15 desembre de 1642 - 2 de novembre de 1665 mort)
- Cesare Biandrà † (5 de maig de 1666 - 26 d'agost de 1666 mort)[22]
- Vittorio Nicolino della Chiesa † (16 de març de 1667 - 22 de setembre de 1691 mort)
- Gerolamo Ubertino Provana, C.R. † (25 de juny de 1692 - 28 de juliol de 1696 mort)
- Giuseppe Roero † (27 de març de 1697 - 4 de novembre de 1720 mort)
- Francesco Vasco, O.C.D. † (30 de juliol de 1727 - 31 desembre de 1749 mort)
- Enrichetto Virginio (Raffaele Francesco) Natta, O.P. † (22 de juliol de 1750 - 29 de juny de 1768 mort)
- Giacinto Amedeo Vagnone † (11 de setembre de 1769 - 30 de gener de 1777 es retirà)
- Giuseppe Maria Langosco di Stroppiana † (20 de juliol de 1778 - 13 desembre de 1788 mort)
- Giovanni Battista Pio Vitale † (11 d'abril de 1791 - finals de 29 de maig de 1803 es retirà)
  - Sede soppressa (1803-1818)
- Giovanni Antonio Niccola (Nicola) † (16 de març de 1818 - 12 de gener de 1834 mort)
- Costanzo Michele Fea † (1 de febrer de 1836 - 2 de novembre de 1853 mort)
  - Sede vacante (1853-1867)
- Eugenio Roberto Galletti † (27 de març de 1867 - 5 d'octubre de 1879 mort)
- Lorenzo Carlo Pampirio, O.P. † (27 de febrer de 1880- 24 de maig de 1889 nomenat arquebisbe de Vercelli)
- Giuseppe Francesco Re † (30 desembre de 1889 - 17 de gener de 1933 mort)
- Luigi Maria Grassi, B. † (13 de març de 1933 - 5 d'abril de 1948 mort)
- Carlo Stoppa † (27 desembre de 1948 - 13 de febrer de 1965 mort)
  - Sede vacante (1965-1970)[23]
- Luigi Bongianino † (15 de gener de 1970 - 6 de juny de 1975 nomenat bisbe de Tortona)
- Angelo Fausto Vallainc † (7 d'octubre de 1975 - 8 desembre de 1986 mort)
- Giulio Nicolini † (16 de juliol de 1987 - 16 de febrer de 1993 nomenat bisbe de Cremona)
- Sebastiano Dho (3 de juliol de 1993 - 28 de juny de 2010 jubilat)
- Giacomo Lanzetti, des del 28 de juny de 2010

## Estadístiques
A finals del 2012, la diòcesi tenia 125.700 batejats sobre una població de 130.800 persones, equivalent al 96,1% del total.
| any  | població | població | població | sacerdots | sacerdots       | sacerdots       | sacerdots             | diaques | religiosos | religiosos | parroquies |
| ---- | -------- | -------- | -------- | --------- | --------------- | --------------- | --------------------- | ------- | ---------- | ---------- | ---------- |
| any  | batejats | total    | %        | total     | clergat secular | clergat regular | batejats por sacerdot | diaques | homes      | dones      |            |
| 1905 | ?        | ?        | ?        | 287       | 276             | 11              | ?                     | ?       | ?          | ?          | 101        |
| 1950 | 150.300  | 150.350  | 100,0    | 325       | 265             | 60              | 462                   |         | 176        | 425        | 136        |
| 1959 | 111.000  | 111.100  | 99,9     | 311       | 249             | 62              | 356                   |         | 124        | 568        | 138        |
| 1970 | 120.265  | 120.350  | 99,9     | 264       | 210             | 54              | 455                   |         | 68         | 586        | 140        |
| 1980 | 120.972  | 121.120  | 99,9     | 226       | 188             | 38              | 535                   |         | 100        | 445        | 142        |
| 1990 | 120.200  | 120.400  | 99,8     | 207       | 168             | 39              | 580                   |         | 93         | 414        | 126        |
| 2000 | 122.300  | 124.600  | 98,2     | 182       | 147             | 35              | 671                   |         | 77         | 350        | 126        |
| 2001 | 122.200  | 124.500  | 98,2     | 179       | 146             | 33              | 682                   |         | 76         | 347        | 126        |
| 2002 | 122.200  | 124.500  | 98,2     | 167       | 136             | 31              | 731                   |         | 73         | 341        | 126        |
| 2003 | 122.200  | 124.500  | 98,2     | 163       | 131             | 32              | 749                   |         | 64         | 306        | 126        |
| 2004 | 122.200  | 124.600  | 98,0     | 156       | 123             | 33              | 719                   |         | 73         | 294        | 126        |
| 2006 | 125.230  | 128.170  | 97,7     | 162       | 120             | 42              | 773                   | 3       | 83         | 291        | 126        |
| 2012 | 125.700  | 130.800  | 96,1     | 143       | 108             | 35              | 879                   | 9       | 75         | 240        | 126        |